# Henry Essex Edgeworth
Henry Essex Edgeworth (1745 - 22 de maio de 1807), também conhecido como L'Abbé Edgeworth de Firmont, foi um padre católico irlandês e confessor de Luís XVI.

## Vida
Ele nasceu em Edgeworthstown, Condado de Longford, Irlanda, filho de Robert Edgeworth, o reitor da Igreja da Irlanda de Edgeworthstown. Sua mãe, Martha Ussher, é muitas vezes referida como neta do arcebispo Ussher, mas na verdade era proveniente de um ramo diferente dessa família. Em 1791 tornou-se confessor da princesa Isabel, irmã de Luís XVI, e conquistou o respeito até dos sans-culottes pela sua coragem e devoção. Por Madame Elizabeth, ele foi recomendado ao rei quando o julgamento de Louis estava iminente; e após a condenação de Luís à morte, ele conseguiu obter permissão para celebrar a missa para ele e assisti-lo no cadafalso, onde recomendou ao rei que deixasse suas mãos amarradas, com as palavras: "Senhor, neste novo ultraje eu veja apenas o último traço de semelhança entre Vossa Majestade e o Deus que será sua recompensa". Conta-se que no momento da execução, o confessor pronunciou as célebres palavras: "Filho de São Luís, sobe ao céu" (embora isso seja contestado; o próprio Edgeworth, em suas memórias, não poderia afirmá-los nem negá-los.

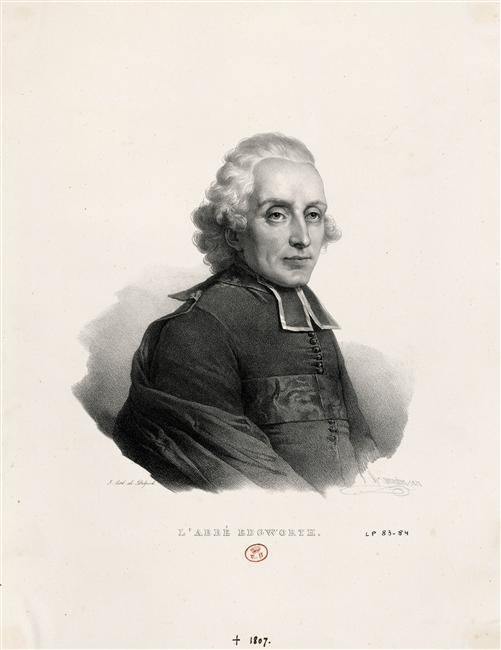
O abade Edgeworth.

Embora tenha estudado originalmente com o objetivo de se tornar missionário, decidiu permanecer em Paris, dedicando-se especialmente aos católicos romanos irlandeses e ingleses. Através de seu pai e do Arcebispo de Paris, tornou-se vigário-geral da diocese de Paris e amigo da família real e permaneceu com eles durante a Revolução Francesa.
Em 1791 tornou-se confessor da princesa Isabel, irmã de Luís XVI, e conquistou o respeito até dos sans-culottes pela sua coragem e devoção. Por Madame Elizabeth, ele foi recomendado ao rei quando o julgamento de Luís estava iminente; e após a condenação de Luís à morte, ele conseguiu obter permissão para celebrar a missa para ele e assisti-lo no cadafalso, onde recomendou ao rei que deixasse suas mãos amarradas, com as palavras: "Senhor, neste novo ultraje eu veja apenas o último traço de semelhança entre Vossa Majestade e o Deus que será sua recompensa." Conta-se que no momento da execução, o confessor pronunciou as célebres palavras: "Filho de São Luís, sobe ao céu" (embora isso seja contestado; o próprio Edgeworth, em suas memórias, não poderia afirmá-los nem negá-los).

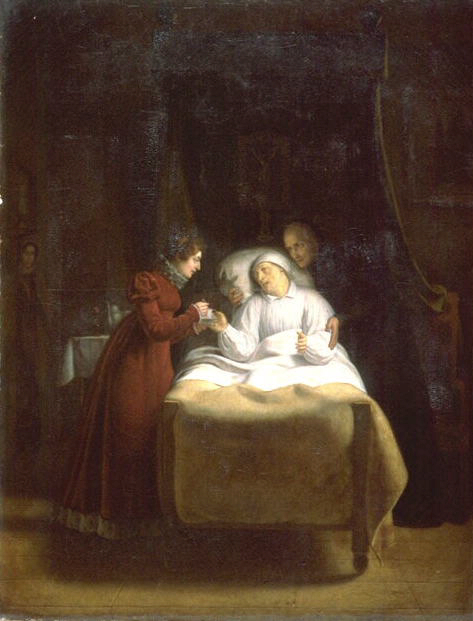
Uma pintura representando a Duquesa de Angoulême no leito de morte de Edgeworth, por Alexandre-Toussaint Menjaud, 1817.

Apesar do perigo que agora corria, Edgeworth recusou-se a deixar a França enquanto pudesse ser útil a Madame Elizabeth, com quem ainda conseguia se corresponder. Por fim, em 1795, tendo entretanto a sua mãe morrido na prisão, onde também a sua irmã estava confinada, conseguiu fugir para a Inglaterra, depois para a Escócia, levando consigo a última mensagem de Isabel ao seu irmão, o futuro rei Carlos X, que encontrou em Edimburgo. Ele foi com alguns papéis para Monsieur (Luís XVIII) em Blankenburg em Brunswick, por quem foi induzido a acompanhá-lo a Mittau, na Rússia, onde morreu de febre contraída enquanto atendia prisioneiros franceses em 1807. Luís XVIII escreveu seu epitáfio, cuja cópia, juntamente com uma carta de condolências, foi enviada por ordem de Luís ao Sr. Ussher Edgeworth na Irlanda.

## Memórias e cartas
As Mémoires de Edgeworth, editadas por CS Edgeworth, foram publicadas pela primeira vez em inglês (Londres, 1815), e uma tradução francesa (na verdade as cartas e algumas notas diversas, etc.) foi publicada em Paris em 1816. Uma tradução das Lettres de l'abbé Edgeworth avec des mémoires sur sa vie foi publicado por Madame Elizabeth de Bow em Paris em 1818, e Letters from the Abbé Edgeworth to his Friends, with Memoirs of his Life, editado por Thomas Richard England, em Londres em 1818.